# Haukeliseter
Haukeliseter ist ein an der norwegischen Straßenverbindung Haukelivegen im Fylke (Provinz) Telemark gelegenes Berghotel.

## Geschichte

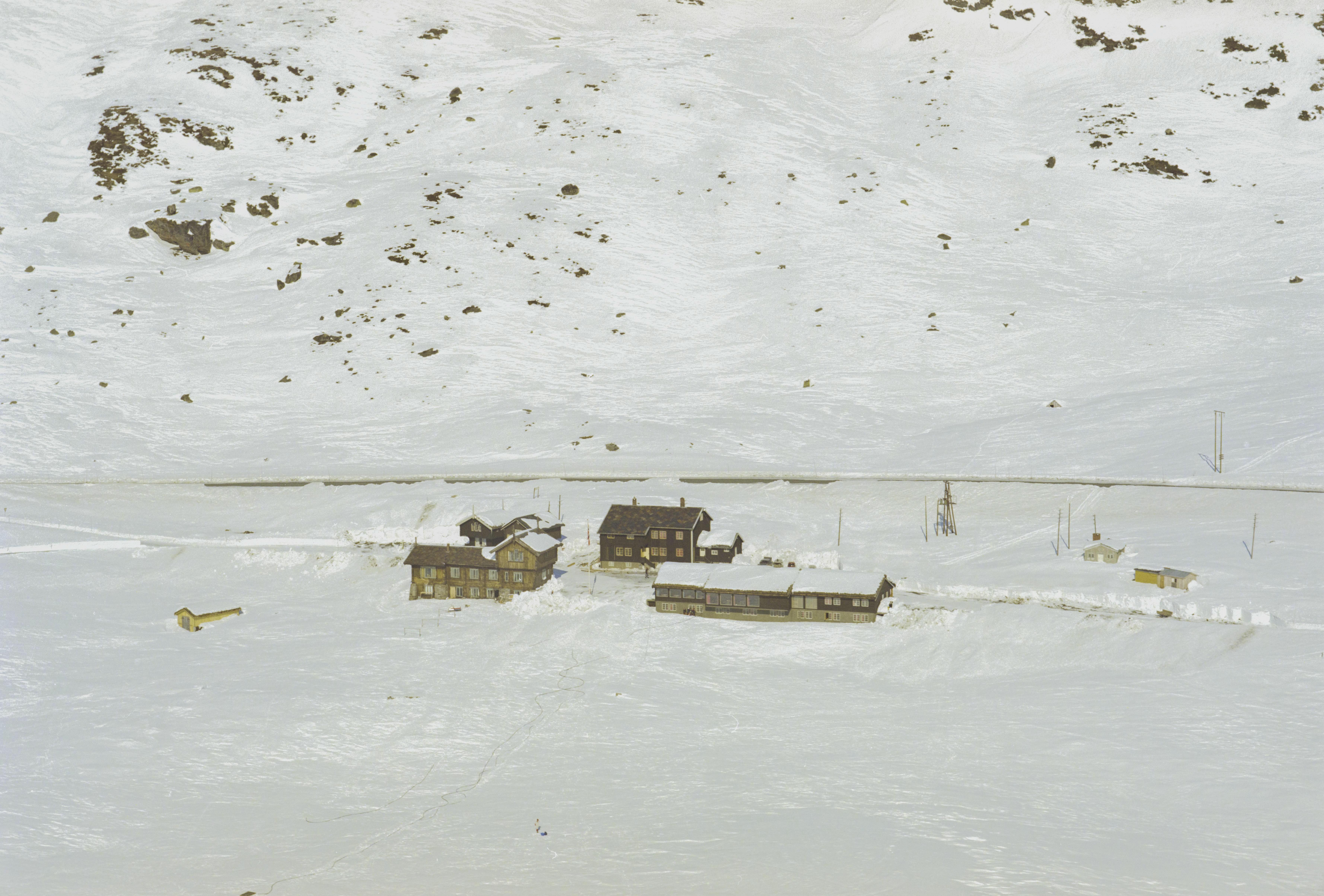
Hotel mit Haukelivegen, 1969

1867 wurde durch das norwegische Parlament (Storting) der Beschluss gefasst, an der im Bau befindlichen Straße Haukelivegen (heute Europastraße 134) einen Übernachtungsplatz zu errichten, der den Reisenden Schutz bieten sollte. Die Straße verläuft in der Umgebung der Raststätte oberhalb der Baumgrenze, Reisende waren daher dem Wetter hier besonders stark ausgesetzt. Die Ulevåbu (Uleva-Hütte), welche bereits 1863 in der Nähe des heutigen Hotels erbaut worden war, wurde abgetragen und dann neu bei Haukeliseter errichtet. In diesem Gebäude übernachteten Reisende, die sich die Kosten im neuen Bau nebenan nicht leisten konnten. Die Uleva-Hütte befindet sich noch immer im unmittelbaren Bereich der Raststätte.
1963 kaufte der Verein Stavanger Turistforening das Hotel vom norwegischen Staat und Haukeliseter wurde damit eine Hütte des norwegischen Alpenvereins DNT. Das Hauptgebäude wurde in den Jahren danach renoviert und erweitert, und zusätzliche Gebäude wurden errichtet. Heute bietet Haukeliseter Übernachtung in Schlafsälen, einfachen Zimmern sowie im oberen Stockwerk des historischen Hochspeichers (Stabbur) von 1890, an.

## Allgemeines
Haukeliseter ist nach wie vor ein wichtiger Rastplatz für Reisende, die am Haukelivegen, von Ost- nach Westnorwegen oder in der anderen Richtung unterwegs sind. Das Hotel ist auch Ausgangspunkt für viele Wander- und Skirouten über die Hardangervidda. Der Komplex befindet sich auf 998 moh., direkt am Ufer des Ståvatn-Sees, der mit einer Uferlänge von 20,95 km ein Areal von 5,03 km² bedeckt. Der westliche Teil des Sees gehört zum Fylke Vestland, der östliche liegt in Telemark. Der Haukelivegen folgt in seinem Verlauf diesem und anderen Seen der Umgebung in Ufernähe.
Das Wasser des Sees fließt über den Fluss Kjela ab und mündet in den Kjelavatn, sowie nachher in weitere, in südöstlicher Richtung entlang des Haukelivegen gelegene Seen. Diese sind bereits Teil des Flusssystems des Skiensvassdraget. Der Wasserspiegel des Ståvatn kann zwischen 978 und 966 m schwanken, denn das Kjela-Kraftwerk am südlichen Ende des Raushyl-Sees produziert seit 1979 Strom aus Wasserkraft, was regulierend auf die Seen in seinem Einzugsgebiet einwirkt.

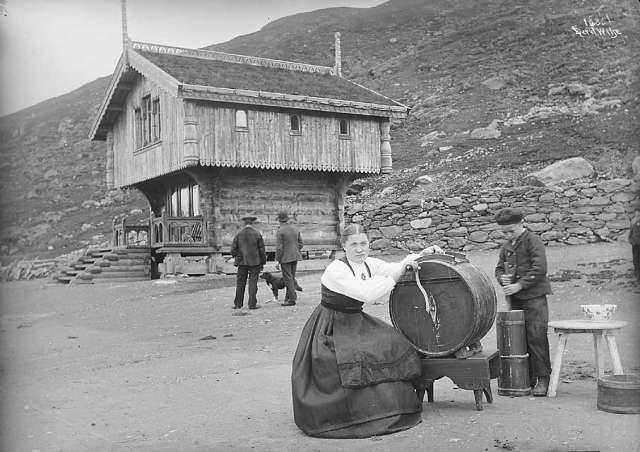
Stabbur, vor 1900 (heute Übernachtung)
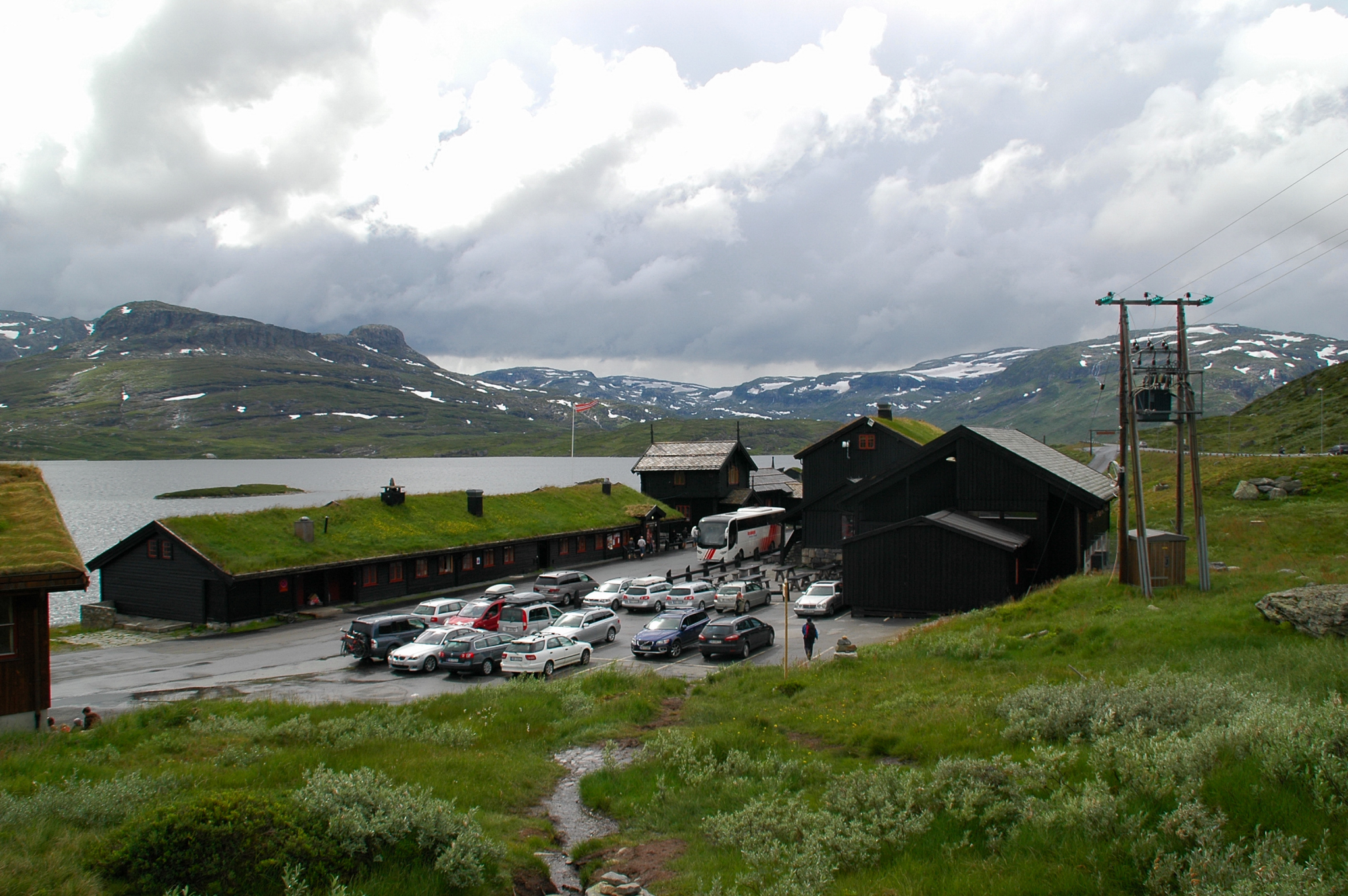
Nordwest, dahinter der Ståvatn, 2010
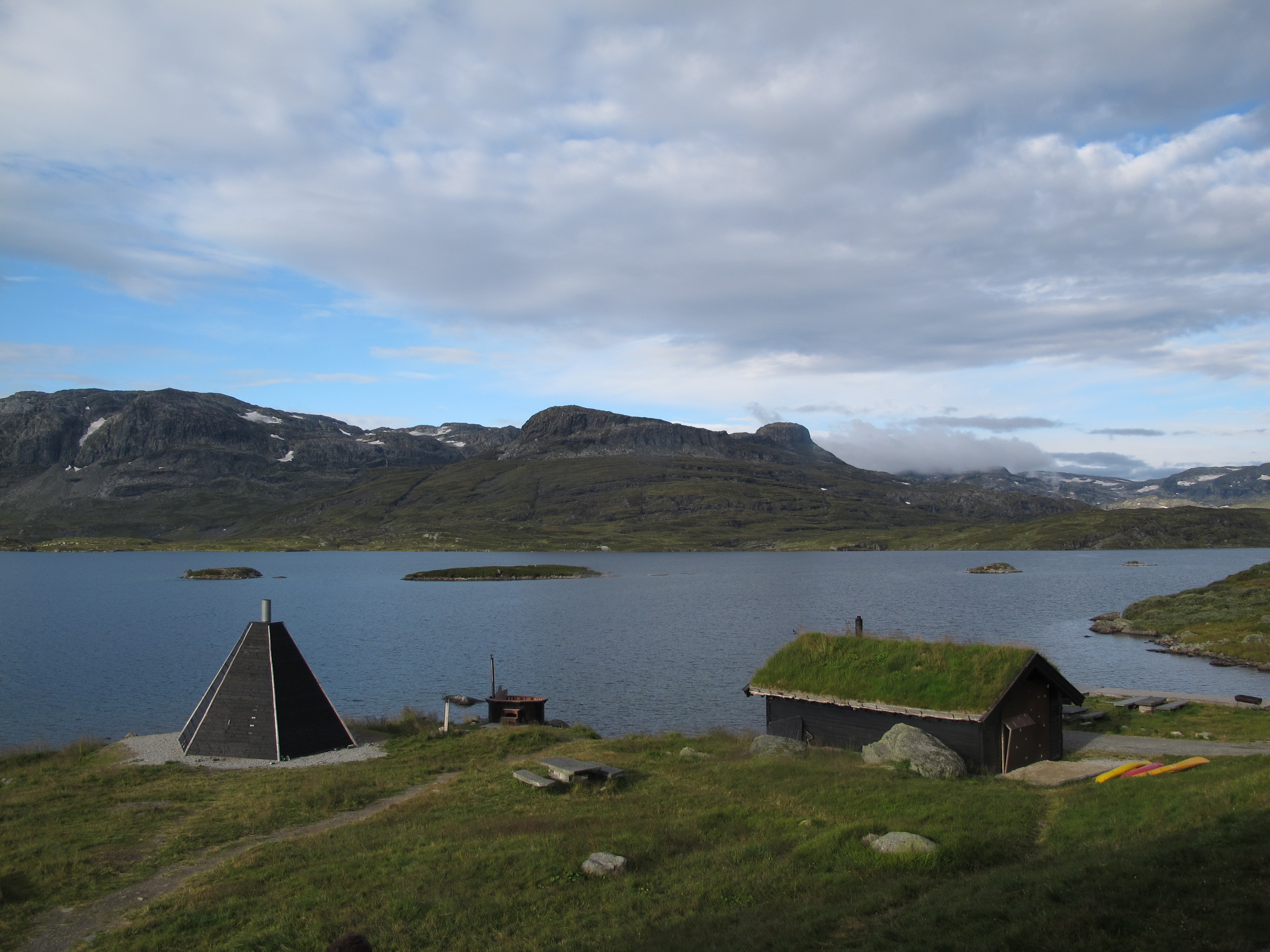
Ståvatn-See, 2011 (Sauna und Hot Tub)
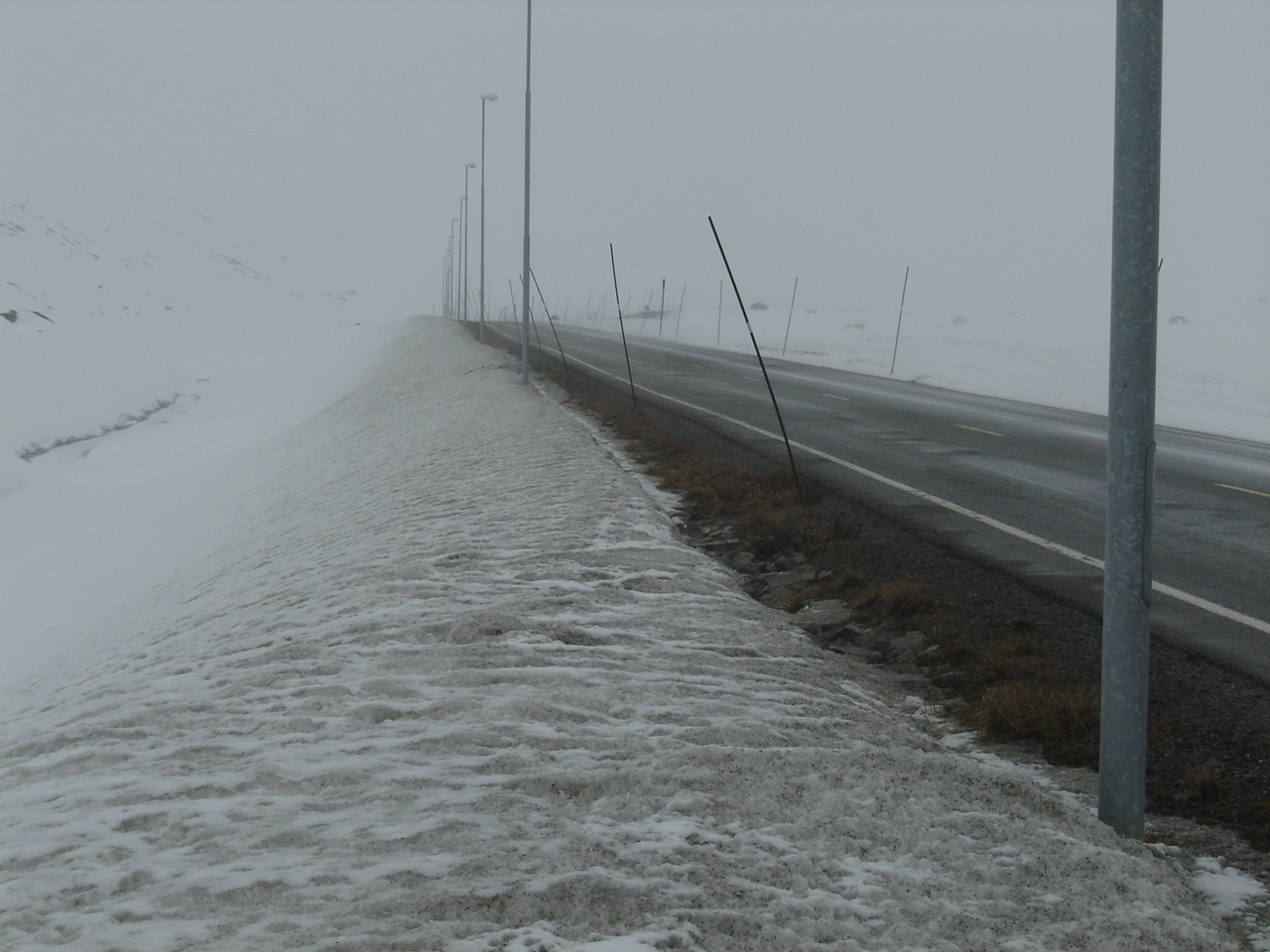
Winter nahe Haukeliseter, 2006